# アルバカーキ国際空港
アルバカーキ国際空港（アルバカーキこくさいくうこう、英: Albuquerque International Sunport、西: Aeropuerto Internacional Sunport
）は、アメリカ合衆国のニューメキシコ州アルバカーキの南東約5キロメートルにある国際空港。アルバカーキ都市圏及び北東約100キロメートルに位置する古都・州都サンタフェ市の玄関口としての役割を果たしている。IATA空港コードはABQ。このABQというIATA空港コードは、アルバカーキのアムトラック駅のコードと同じである。

## 概要
アルバカーキ国際空港は自前の滑走路を持っていないが、アメリカ空軍のカートランド空軍基地と滑走路を共用している。従って、空港ターミナルの近くでF-117ステルス機のような軍用機の離着陸を目にすることは珍しいことではない。

## 施設
空港の敷地面積は約825haである。旅客ターミナルビルは1棟で1980年代後半と1996年の2度にわたって拡張され、現在では50,000m²を超える建物に25の搭乗口を備えている。
ターミナルビルの外観はスペイン風およびプエブロ風にデザインされている。ターミナルビル内には2本のコンコースと近距離小型機用のゲートを有している。

## 主な航空会社
| 航空会社                   | 就航地 |
| -------------------------- | --- |
| サウスウエスト航空         | アマリロ、ボルチモア、シカゴ/MDW、ダラス/ラブ、エルパソ、ヒューストン/ホビー、カンザスシティ、ラスベガス、ロサンゼルス/LAX、リトルロック、ラボック、ミッドランド、オークランド、フェニックス、ポートランド（OR）、セントルイス、ソルトレイクシティ、サンディエゴ、シアトル、タンパ、ツーソン |
| ユナイテッド航空           | デンバー |
| ユナイテッド・エキスプレス | ロサンゼルス/LAX、サンフランシスコ、シカゴ/ORD、サンアントニオ、ヒューストン/インターコンチネンタル |
| アメリカン航空             | シカゴ/ORD、ダラス/フォートワース |
| アメリカン・イーグル       | ラスベガス、フェニックス |
| デルタ航空                 | アトランタ、シンシナティ、ミネアポリス=セントポール |
| デルタ・コネクション       | ソルトレイクシティ |
| フロンティア航空           | デンバー |
| アラスカ航空               | シアトル |
| アレジアント航空           | ラスベガス |
| ジェットブルー航空         | ニューヨーク/JFK |

## 貨物航空会社
アルバカーキ国際空港には旅客機に加え、以下の航空貨物大手3社の貨物機が発着する。
- エアボーン・エクスプレス（DHLアビエーション）
- フェデラル・エクスプレス（FedEx）
- UPS航空